# Alibori

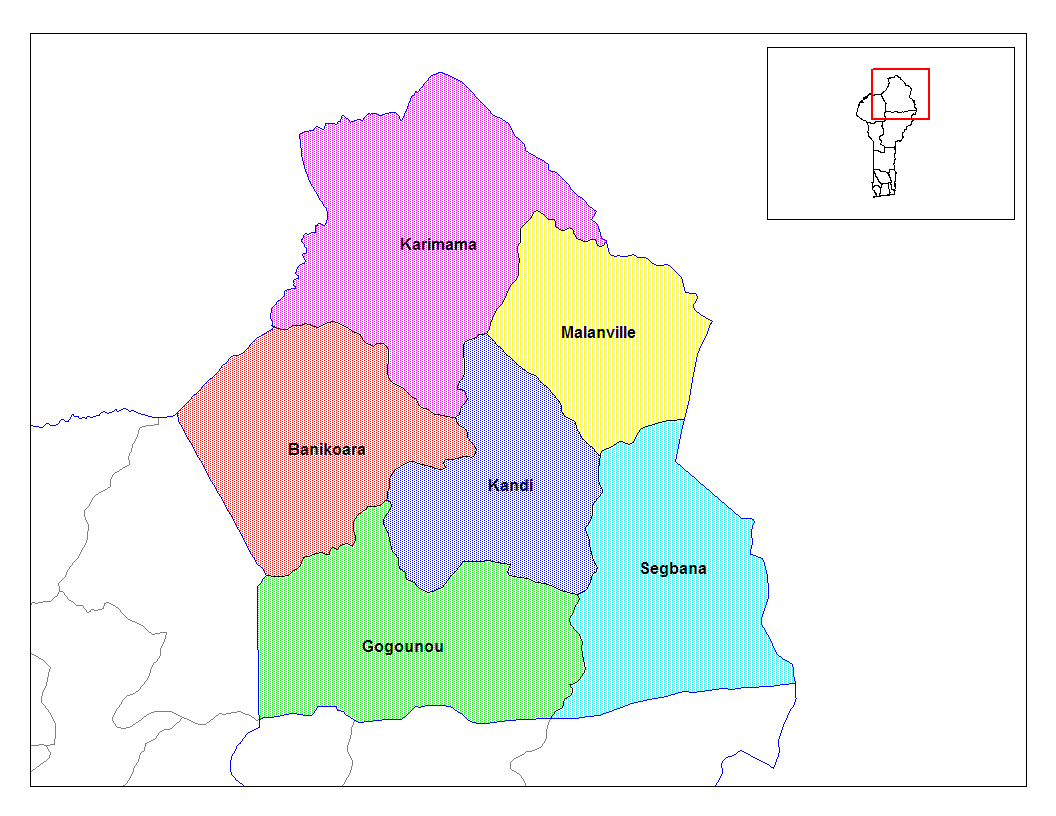
Các đô thị của Alibori

Alibori là tỉnh lớn nhất và nằm ở cực bắc của Bénin, có diện tích 25.683 km² và dân số 355.950 người (2003). Tỉnh này được chia thành 6 xã (thị trấn), mỗi đơn vị có trung tâm là một thị xã: Banikoara, Gogounou, Kandi, Karimama, Malanville, và Segbana. Tỉnh này giáp các quốc gia Burkina Faso (giáp vùng Est), Niger (giáp các vùng Tillabéri và Dosso) và Nigeria (giáp các bang Kebbi và Niger). Tỉnh này cũng giáp các tỉnh Atakora và Borgou.
Tỉnh được lập năm 1999 khi khu vực này được tách từ Borgou. Tỉnh lỵ chưa được xác định nhưng có khả năng sẽ nằm ở Kandi.